# Alexander Monro (1697-1767)
 (juin 2013).
Si vous disposez d'ouvrages ou d'articles de référence ou si vous connaissez des sites web de qualité traitant du thème abordé ici, merci de compléter l'article en donnant les références utiles à sa vérifiabilité et en les liant à la section « Notes et références ».
Pour les articles homonymes, voir Alexander Monro et Monro.
Alexander Monro (dit primus) est un médecin britannique, né le 8 septembre 1697 à Londres et mort le 10 juillet 1767.

## Biographie
Il fait des études de médecine à Édimbourg. À Londres, il suit les cours de Francis Hauksbee (1666–1713) et de William Whiston (1667–1752). Il suit les dissections de William Cheselden (1688–1752) à Londres et de Herman Boerhaave (1668–1738) à Leyde.
Il enseigne l’anatomie et la chirurgie à l’école de chirurgie en 1719 et est le premier professeur d’anatomie de l’université d’Édimbourg de 1720 à 1764.
Il est l’auteur d’Osteology, A treatise on the anatomy of the human bones qui connaît six éditions jusqu’en 1758, An Account of the Inoculation of Small-pox in Scotland en 1764. Ses travaux sont publiés en recueil en 1781.
Il démontre que la jaunisse est causée par l’obstruction du conduit biliaire.

## Publications (liste partielle)
- Osteology, A treatise on the anatomy of the human bones with An account of the reciprocal motions of the heart and A description of the human lacteal sac and duct — En ligne : la 3e  éd. corrigée et augmentée, 1741.
- An Account of the inoculation of small-pox in Scotland, 1764